# Ukraines volleyballlandshold (damer)
Ukraines volleyballlandshold er Ukraines landshold i volleyball. Holdet deltog i VM i 1994 og OL i 1996. Det har deltaget i flere EM.